# Panicum praealtum
Panicum praealtum är en gräsart som beskrevs av Adam Afzelius och Olof Swartz. Panicum praealtum ingår i släktet vipphirser, och familjen gräs. Inga underarter finns listade i Catalogue of Life.